# Oectropsis
Oectropsis är ett släkte av skalbaggar. Oectropsis ingår i familjen långhorningar.
Kladogram enligt Catalogue of Life:
| Oectropsis | \| \| Oectropsis franciscae \| \| \| \| \| \| Oectropsis latifrons \| \| \| \| \| \| Oectropsis pusillus \| \| \| \| |
|            | \| \| Oectropsis franciscae \| \| \| \| \| \| Oectropsis latifrons \| \| \| \| \| \| Oectropsis pusillus \| \| \| \| |
|            | Oectropsis franciscae                                                                                                |
|            | |
|            | Oectropsis latifrons                                                                                                 |
|            | |
|            | Oectropsis pusillus                                                                                                  |
|            | |